# Pont Notre-Dame
Il Pont Notre-Dame è un ponte di Parigi che attraversa il braccio grande della Senna.
Esso collega il quai de Gesvres, all'altezza di place du Châtelet, sulla riva destra, al quai de la Corse, in linea con la rue de la Cité, ove si svolge il mercato dei fiori e degli uccelli, sull'île de la Cité. All'estremità opposta dell'isola, in asse, il Petit-Pont collega a sua volta la parte sud dell'isola con la riva sinistra della Senna.
Esso fu costruito nel 1853, al tempo della trasformazione di Parigi sotto il Secondo Impero, operata dal barone Haussmann; misura 106 metri di lunghezza e 20 di larghezza. Inizialmente eretto in cinque arcate, nel 1912 queste ultime furono ridotte a tre, delle quali una centrale metallica di 60 metri. Esso occupa il posto che fu quello di uno dei primi ponti della capitale: il Grand-Pont, rimpiazzato dalle planches de Milbray, poi due repliche del pont Notre-Dame, una in legno, l'altra in pietra.

## Storia

### Il ponte romano
È al suo posto che si trovava uno dei primi due ponti di Parigi che permetteva fin dall'antichità di attraversare il gran braccio della Senna sull'asse del cardo maximus di Parigi, nel prolungamento del Petit-Pont.

### Il ponte X secolo
Nel 886 l'assedio di Parigi e gli attacchi dei Normanni condannarono il ponte romano. Esso fu sostituito da un ponte a conci gettato sugli antichi pilastri in legno ai quali erano fissati mulini per il grano: les Planches de Milbray che tennero fino all'inondazione del 1406.
Il toponimo Milbray proviene verosimilmente da emmi le brai, che significa «al centro della palude», per indicare che si tirarono queste assi in legno fino a metà del fiume nella parte paludosa allo scopo di proteggere l'accesso all'île de la Cité.

### Il ponte del 1421
Il 30 maggio 1413 Carlo VI battezzò il nuovo ponte pont de Notre-Dame, una solida opera in legno poggiata su 17 file di piloni, che collegava l'île de la Cité alla rue Saint-Martin e i cui lavori di costruzione terminarono nel 1421.
La municipalità aveva ottenuto l'autorizzazione a costruire su questo ponte lungo 354 piedi (circa 150 metri) e largo 90: vi si costruirono fino a 65 appartamenti ripartiti su entrambi i lati con, al loro pianoterra ricchi negozi, tra i quali alcune librerie e armerie che costituivano la fama del ponte. Alcuni mulini furono parimenti installati sui pilastri. Gli introiti che la città otteneva da queste case non venivano tuttavia utilizzati per la manutenzione del ponte.
Il ponte crollò il 25 ottobre 1499 durante una piena della Senna. Tenuti responsabili d'aver mancato di avvisare sullo stato di sfacelo del ponte, il preposto al commercio di Parigi, Jacques Piédefer, e quattro magistrati suoi collaboratori furono incarcerati prima di essere condannati a pesanti ammende per danni e sostituiti. Il poeta Pierre Grognet dice
(Auguis, Les poètes français depuis le XIIème siècle jusqu'à Malherbe,.)

### Il ponte del 1507
Nel 1500 si decise allora di ricostruirlo in pietra da taglio, dotandolo di sei grandi archi di sei-sette metri d'apertura, sotto la direzione dell'architetto italiano Giovanni Giocondo, che aveva già restaurato il Petit-Pont, e del mastro carpentiere Didier de Felin, fratello dell'architetto Jean, progettista della Tour Saint-Jacques. Una tassa straordinaria per sei anni sui pesci, il bestiame e il sale fu istituita per il suo finanziamento. Una chiatta provvisoria fu installata sul fiume.
L'opera, terminata nel 1507, fu ancora sovrastata da abitazioni e negozi e divenne presto un luogo commerciale molto frequentato e prestigioso: Francesco I vi fece il suo ingresso trionfale nel 1515. Queste sessantuno abitazioni di sei piani furono le prime in Parigi ad essere identificate da un numero civico. Esse furono ornate da grandi termini rappresentanti uomini e donne, di ritratti di re e, alle quattro estremità, furono piazzate nicchie con statue reali. Su uno degli archi è stato inciso questo distico latino di Jacopo Sannazaro in onore dell'architetto:
( Alexandre Monnier, Histoire de l'assistance dans les temps anciens et modernes, 1856,  p. 274.)
Nel 1659 il ponte fu rimesso in ordine e ridecorato per l'arrivo a Parigi della figlia del re di Spagna Filippo IV, Maria Teresa, che divenne Regina di Francia sposando Luigi XIV, conformemente al trattato dei Pirenei. I negozi erano allora pressoché tutti occupati da mercanti d'arte: Watteau ne diede una rappresentazione nel suo dipinto L'insegna di Gersaint.
Nel 1763, fu imposta da lettere patenti del re la distruzione delle abitazioni che sormontavano il ponte ed erano divenute insalubri, il che fu finalmente realizzato nel 1786. Nel quadro della decristianizzazione voluta dalla rivoluzione francese, al ponte fu assegnato il nome pont de la Raison (ponte della Ragione).

Il ponte del 1507
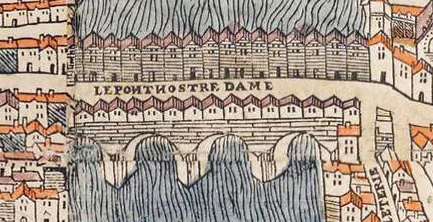
Il ponte Notre-Dame verso il 1550 sulla pianta di Truschet e Hoyau.
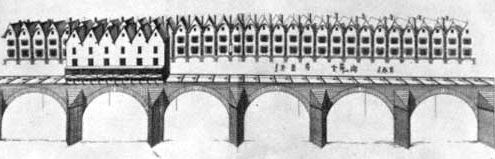
Il ponte Notre-Dame nel 1576, incisione di Jacques Androuet du Cerceau.
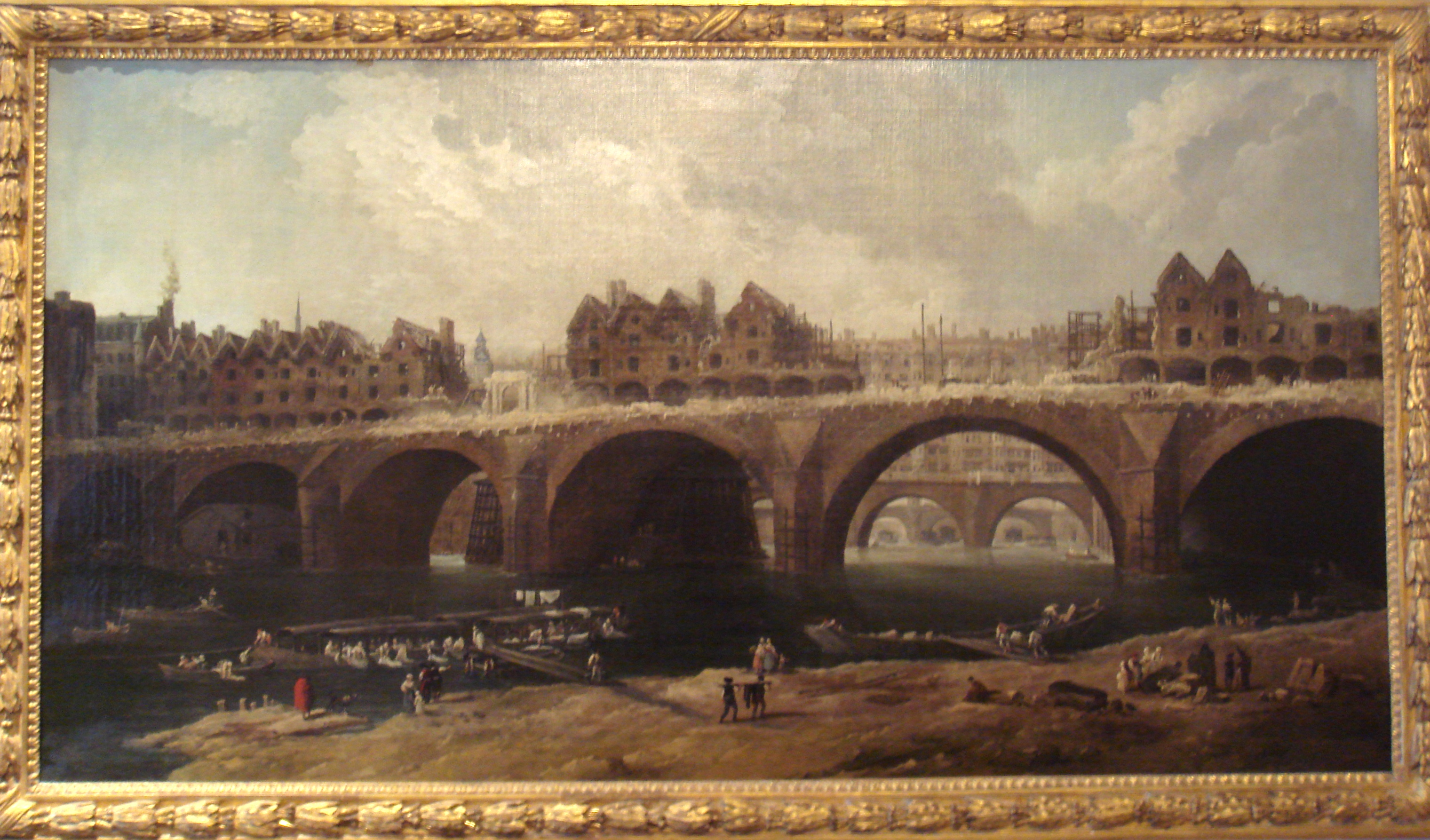
Distruzione delle case sul ponte Notre-Dame nel 1786 Hubert Robert

### Il ponte del 1853
Nel 1853, sulle sue stesse fondazioni, fu costruito un nuovo ponte in muratura secondo il progetto di Lagalisserie e Darcel, nel quadro della trasformazione di Parigi operata dal barone Haussmann, in seguito alla decisione di abbassare il livello della rue Saint-Martin. Il nuovo ponte ha solo cinque arcate da 17 a 19 metri di apertura e il suo piano stradale è più basso, rispetto al precedente, di 2,7 metri. A seguito dei numerosi incidenti fluviali che si verificarono (non meno di 35 negli anni 1891 e 1910) esso fu soprannominato "ponte del Diavolo".

Le pont de 1853
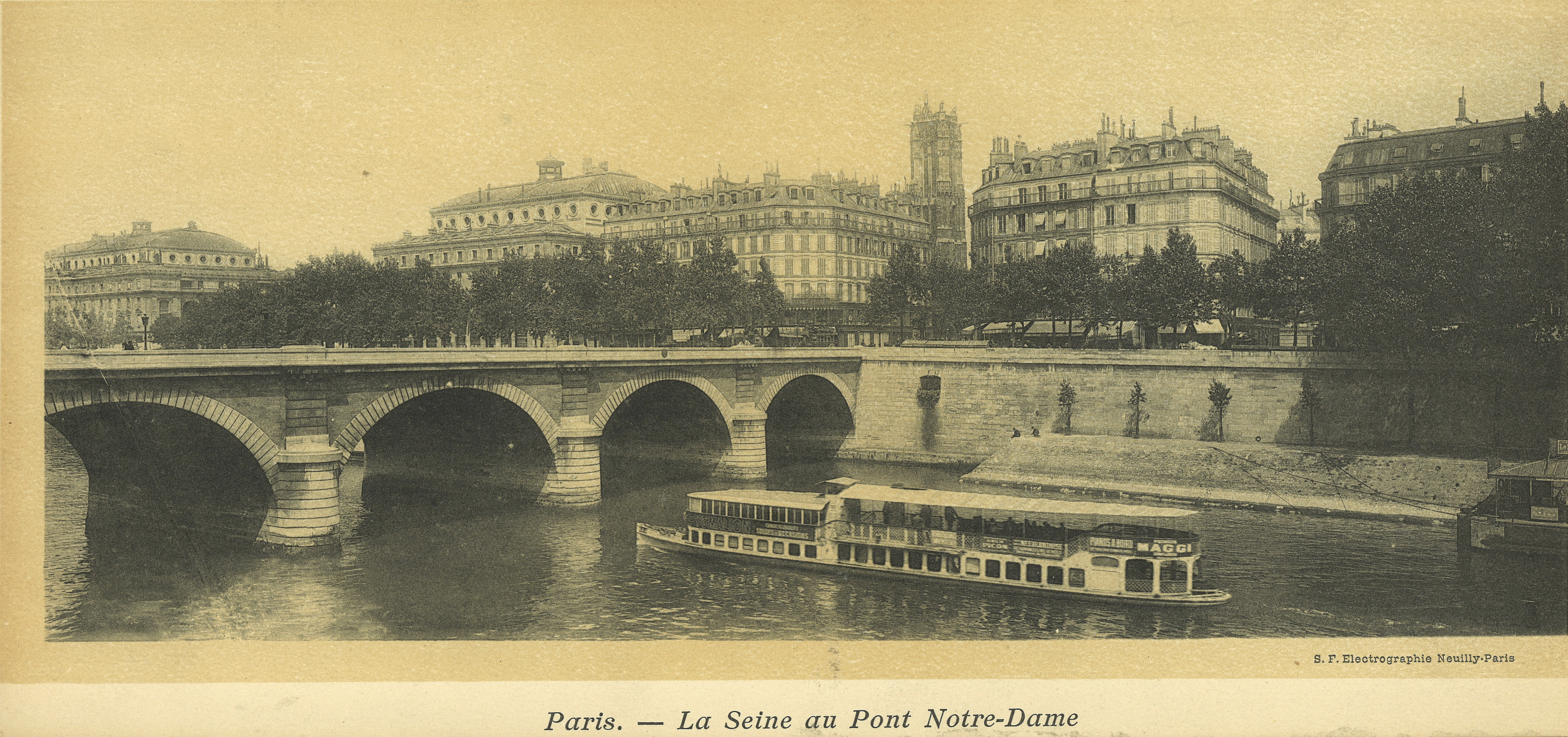
Il ponte Notre-Dame verso il 1900
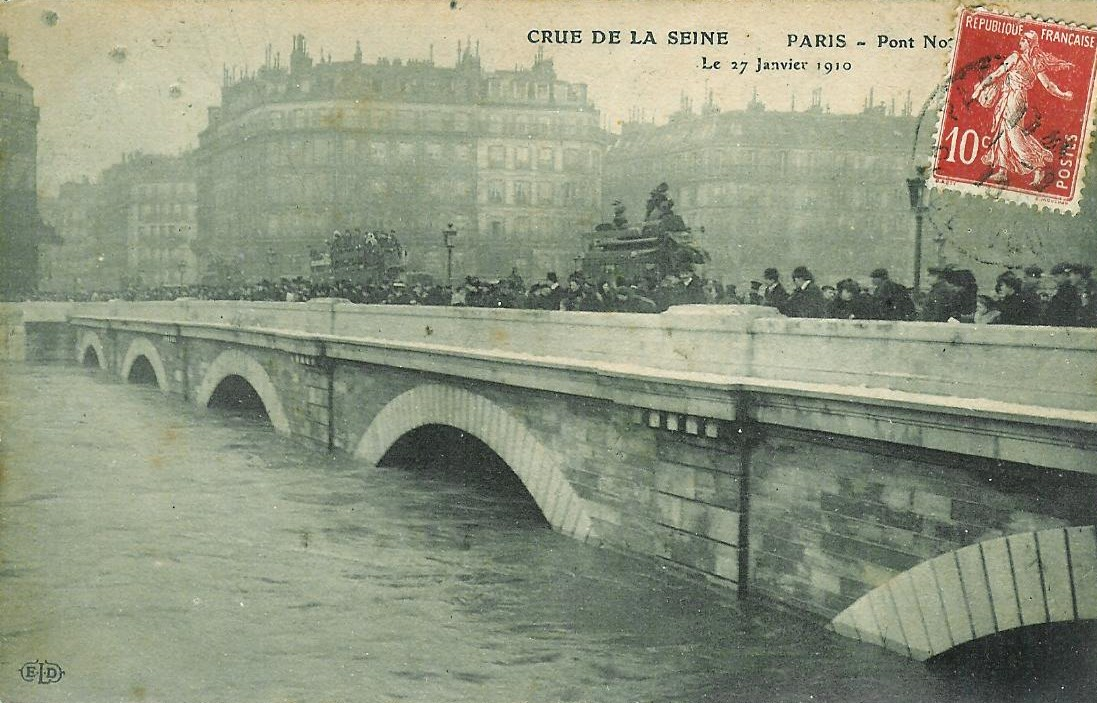
Il ponte del 1853 durante la piena della Senna del 1910

## Il ponte attuale del 1919

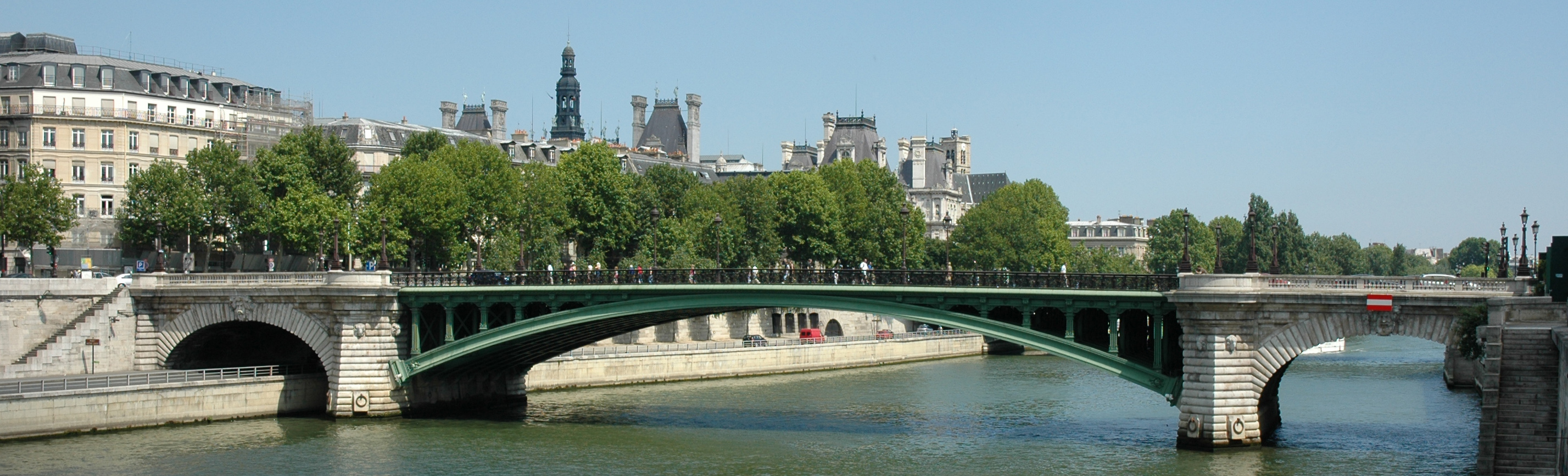

Per preoccupazioni economiche, il ponte del 1852 aveva conservato le basi dei cinque pilastri di quello costruito precedentemente e da esso sostituito. Tuttavia il progetto dei nuovi pilastri non andava bene per la direzione della corrente in quel punto, il che provocava numerosi incidenti di navigazione. Per risolvere il problema il Servizio dei ponti di Parigi decise di ricostruirlo. Due soluzioni si offrivano agli ingegneri:
- demolire del tutto il ponte e ricostruirlo con una campata unica 88 metri d'apertura
- demolire le tre arcate centrali e sostituirle con un'arcata unica di 60 metri d'apertura.

Lo studio economico dimostrò che la seconda soluzione era la più interessante. Gli archi delle rive furono allargati e i pilastri consolidati per sostenere le spinte delle volte più importanti.
Questa nuova opera, concepita da Jean Résal, già progettista dei ponti Mirabeau e Alessandro III fu realizzata dall'impresa Daydé & Pillé sotto la direzione di M. Drogue, ingegnere capo dei Ponts et chaussées e dal suo collaboratore, ingegner M. Aron. Le decorazioni dell'opera furono studiate dall'architetto M. Binet e, dopo la sua morte, da M. Leguen. Per consentire la continuità della circolazione dei pedoni e dei tram, la demolizione del piano stradale e la sua ricostruzione furono realizzate in due periodi. Il ponte fu inaugurato nel 1919 da Raymond Poincaré, presidente della Repubblica.

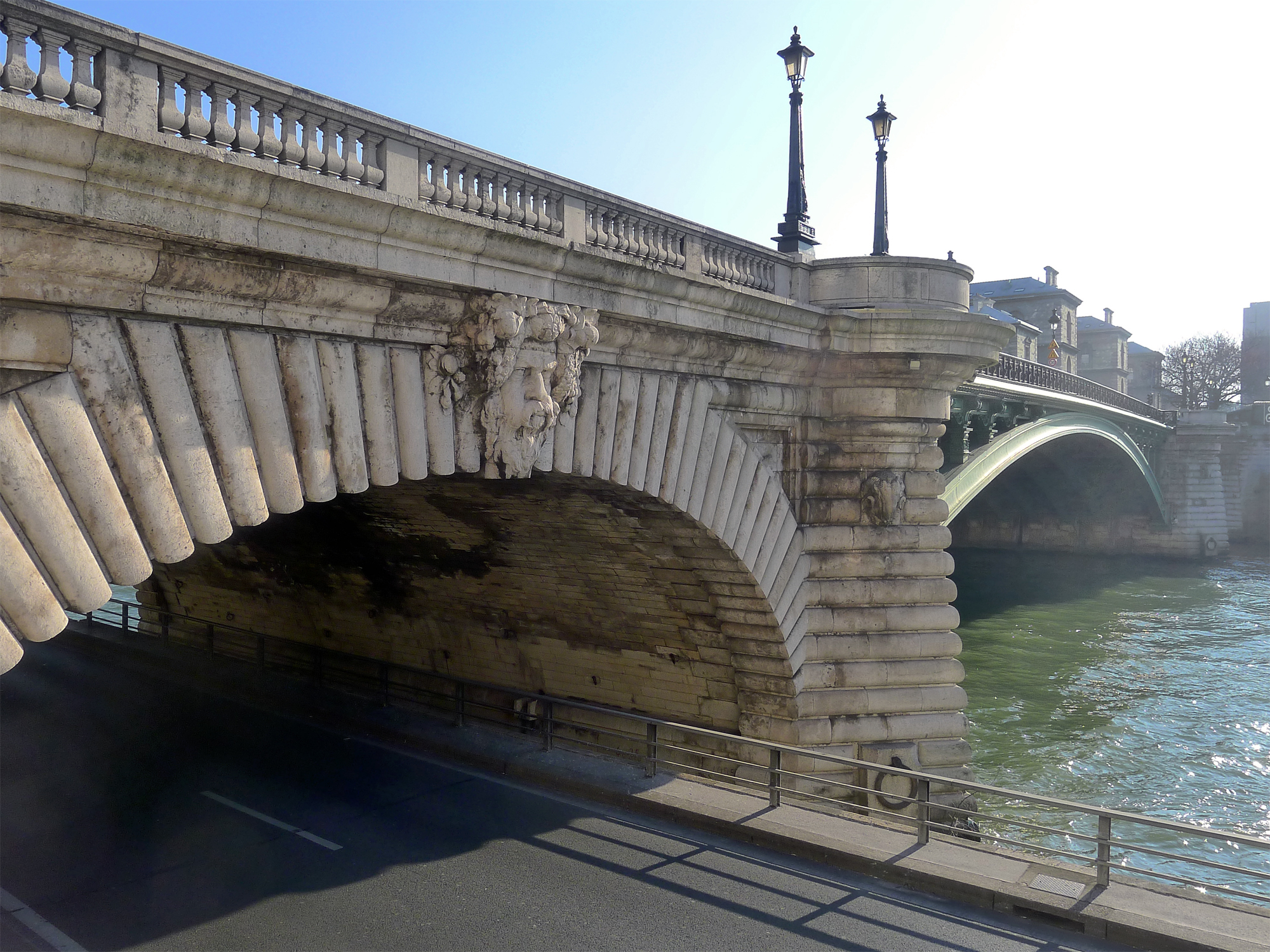
Dettagli
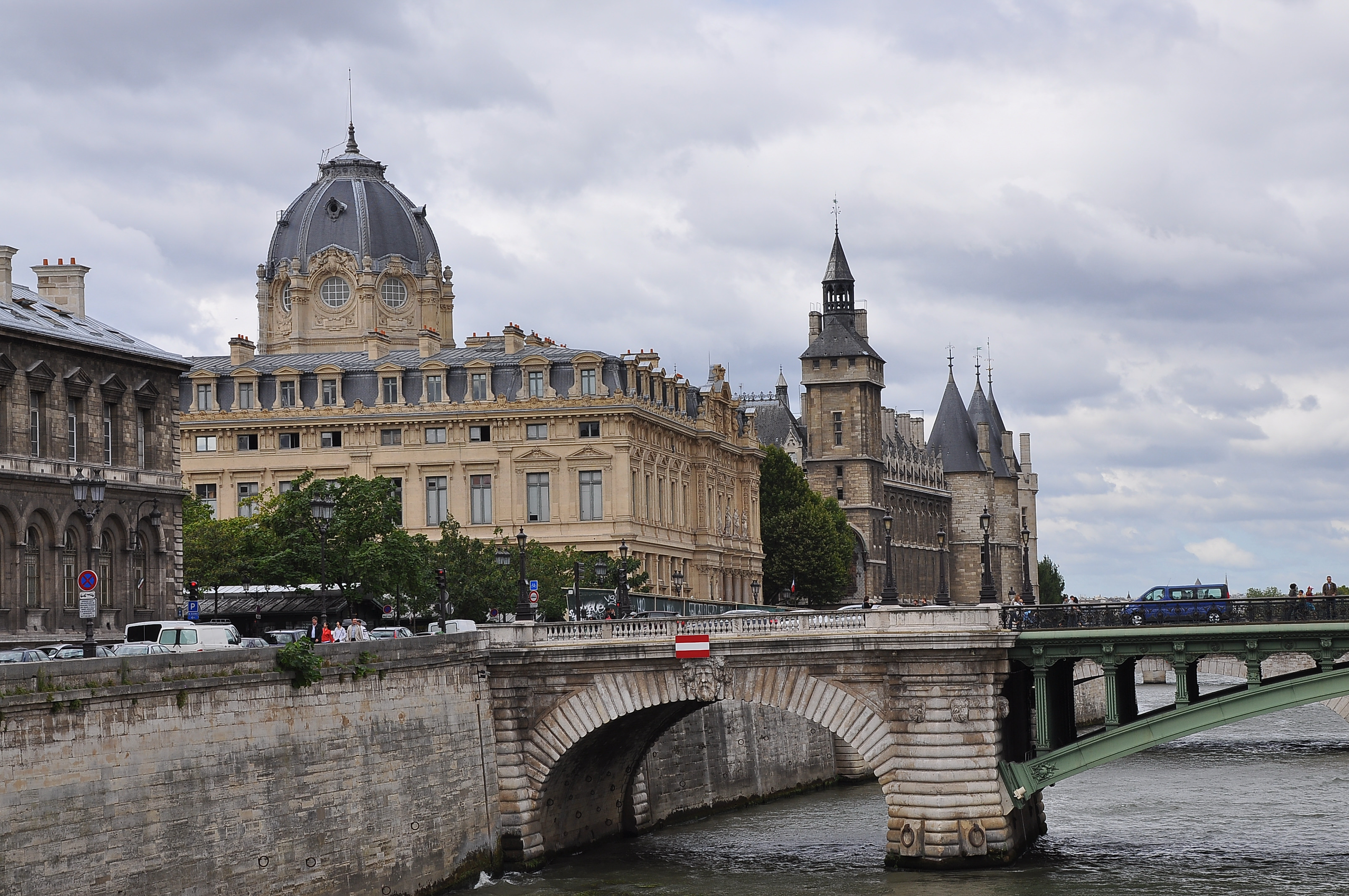
Ponte con il Tribunale del Commercio e la Conciergerie.
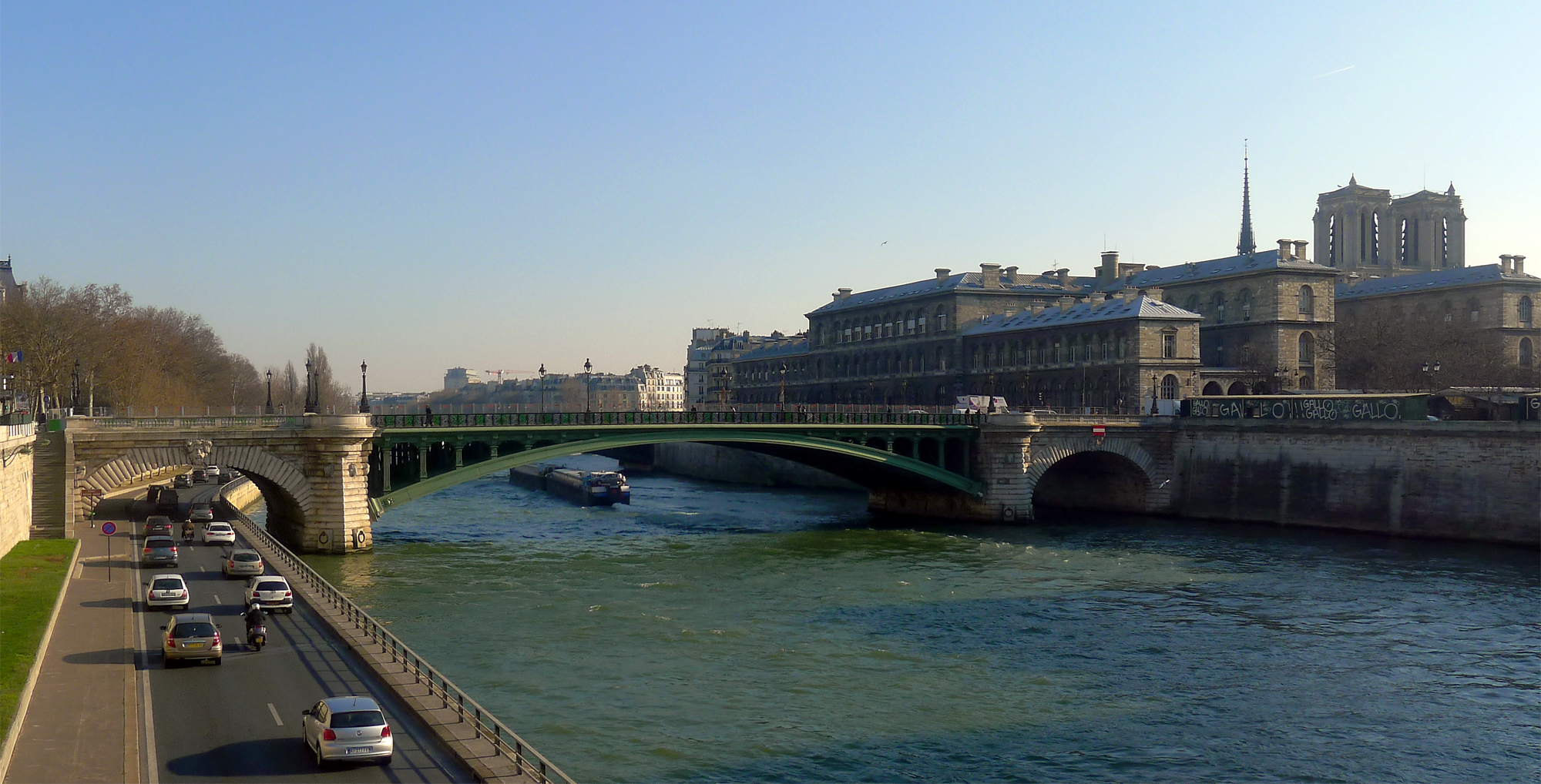
Ponte con l'Hôtel-Dieu e Notre-Dame
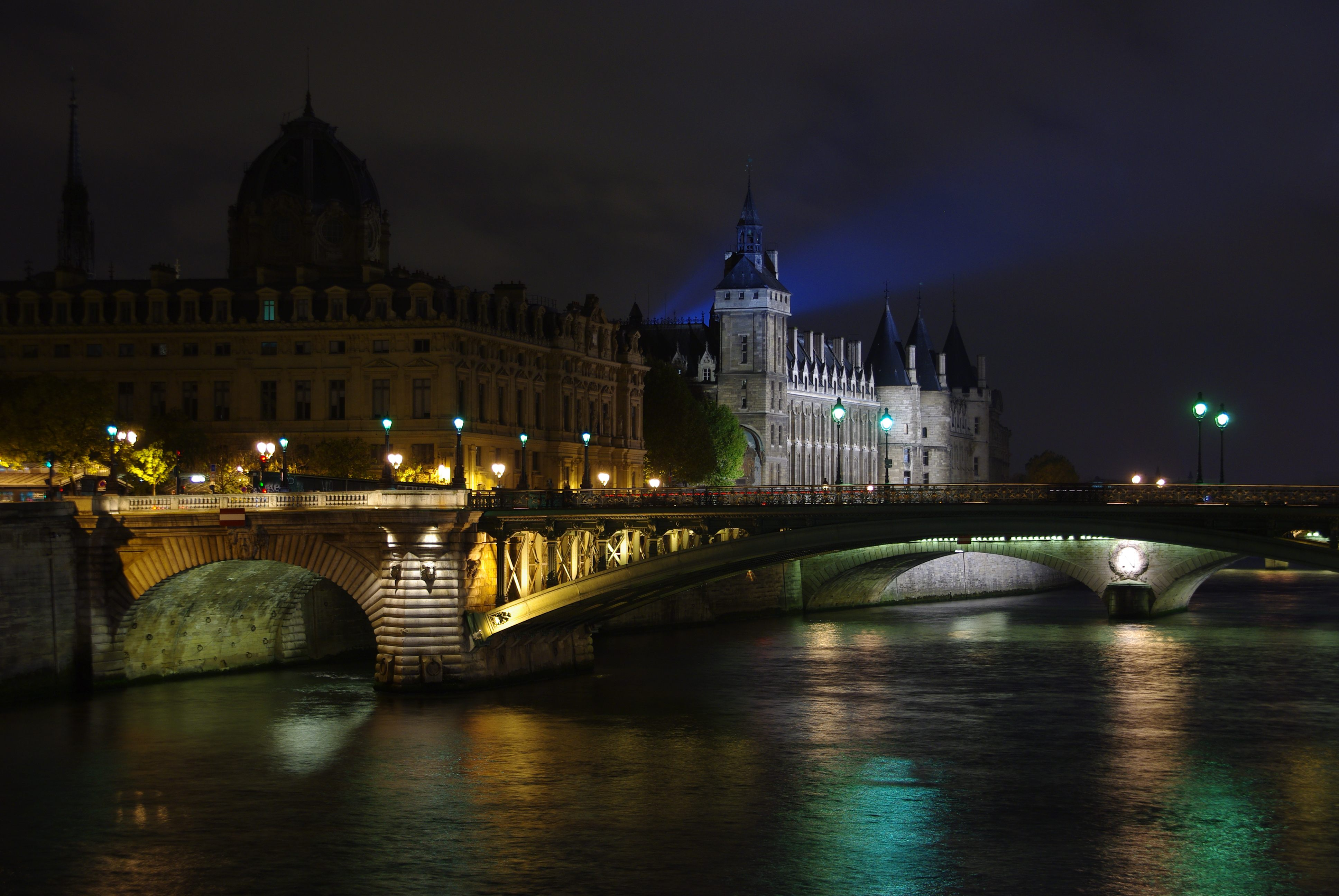
Il ponte di notte.
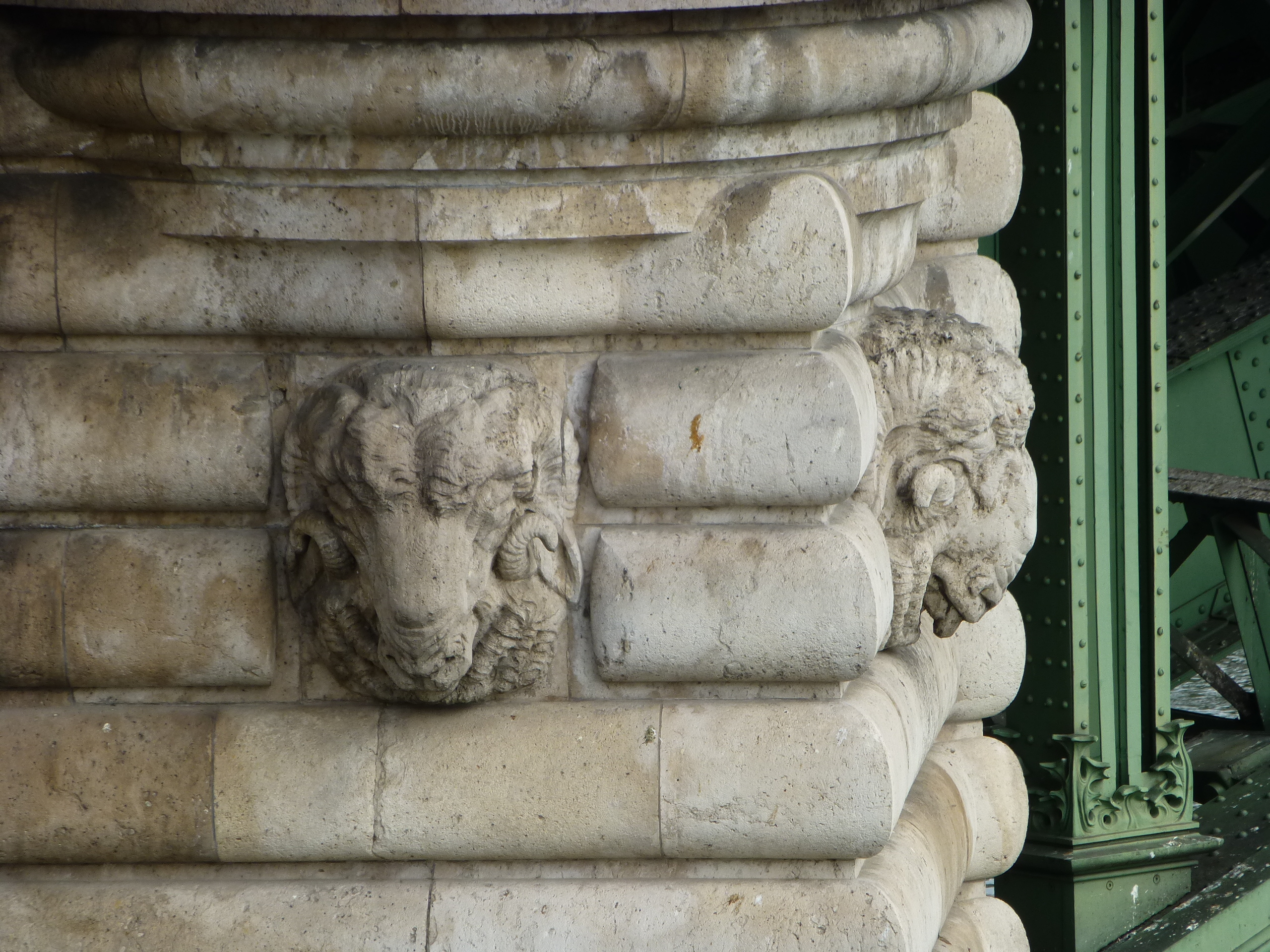
Teste di ariete

## Trasporti
Questo ponte è servito dalle stazioni del Métro
Cité e Hôtel de Ville.

## Il ponte nelle arti

### Pittura
- Nel 1720 Antoine Watteau dipinse l'L'Enseigne de Gersaint per il suo amico mercante di quadri Edmé-François Gersaint, installato sul ponte Notre-Dame.
- Nel 1756, quando il ponte era all'apogeo commerciale il pittore francese Nicolas Raguenet dipinse il quadro La joute de mariniers entre le pont Notre-Dame et le Pont-au-Change, grazie al quale si prese coscienza degli imponenti fabbricati che gravavano sul ponte.
- Nel 1856 il pittore Charles Meryon dipinse L'Arche du pont Notre-Dame.

| L'Enseigne de Gersaint Antoine Watteau | La joute des mariniers Nicolas Raguenet | L'arche du pont Notre-Dame Charles Meryon |
|                                        |                                         |                                           |

### Letteratura
- Ne I miserabili di Victor Hugo, l'ispettore Javert si suicida saltando da questo ponte; descrizione precisa dei mulinelli della Senna in quel punto (nella 5ª parte "Jean Valjean", libro 4, capitolo 1 "Javert déraillé").